# Copiphora colombiae
Copiphora colombiae är en insektsart som beskrevs av Morgan Hebard 1927. Copiphora colombiae ingår i släktet Copiphora och familjen vårtbitare. Inga underarter finns listade i Catalogue of Life.